# Bandiera della Thailandia
La bandiera della Thailandia presenta cinque bande orizzontali in rosso-bianco-blu-bianco-rosso. La banda centrale blu ha altezza doppia rispetto alle altre. È di forma rettangolare con un rapporto di 2:3 tra altezza e lunghezza. I tre colori rosso, bianco e blu simboleggiano rispettivamente "nazione, religione e re", che è anche il motto ufficioso della Thailandia. In particolare il rosso è il colore del sangue versato per la patria, il bianco rappresenta la purezza del Buddhismo ed il blu è il colore della monarchia che guida il paese. La bandiera è stata adottata il 28 settembre 1917. Il nome thailandese della bandiera è ธงไตรรงค์ (Tong trai rong), che significa semplicemente “bandiera tricolore”.
Può essere confusa con la bandiera costaricana, che ha lo stesso disegno di base di quella thailandese, dalla quale differisce per la proporzione tra i lati, i colori invertiti e (nel caso della versione di stato e di guerra) la presenza di uno stemma nella banda mediana.

## Storia
I regni che si sono succeduti nell'odierna Thailandia hanno cambiato diverse volte la bandiera nazionale a partire dalla fine del XVIII secolo. Non si sa con precisione se le prime bandiere di cui si abbia notizia fossero ufficiali; vennero impiegate principalmente come insegne navali del regno.

### Dal XVII secolo fino al 1782
La prima bandiera usata per il Regno di Ayutthaya (1350-1767, chiamato anche Regno del Siam) fu probabilmente una semplice bandiera rossa, usata per la prima volta da re Narai (regno dal 1656 al 1688) per salutare le missioni francesi che arrivarono con navi battenti la bandiera di Francia. Durante il suo regno fu ricambiata la visita dei francesi con ambasciate siamesi che giunsero a Parigi via mare. Durante il regno di re Boromakot, tra il 1733 ed il 1758, la bandiera rossa fu issata sulle navi che trasportarono i monaci della sangha siamese per rifondare quella di Sri Lanka. Non vi sono notizie di altre bandiere durante il Regno di Ayutthaya e durante il Regno di Thonburi (1767-1782, nome che assunse lo Stato dopo la distruzione della capitale Ayutthaya da parte dei birmani nel 1767).

### Dal 1782 al 1809
Dopo la caduta del Regno di Thonburi nel 1782, il nuovo re Rama I spostò la capitale a Rattanakosin, la città reale che fece costruire e che fu il nucleo dell'odierna Bangkok. Fondò la dinastia Chakri, che tuttora regna nel paese, e anche lo Stato del Siam prese il nome di Regno di Rattanakosin. Nell'insegna navale fu introdotto il simbolo bianco del Sudarshana Chakra, l'arma a forma di disco con cui combatteva la divinità indiana Visnù, particolarmente venerata nel buddhismo theravada, la religione del paese; tale disco è tuttora il simbolo dell'attuale dinastia thailandese. Le imbarcazioni civili continuarono a sventolare la precedente bandiera rossa.

### Dal 1809 al 1851
Rama II, figlio e successore di Rama I, ricevette in regalo tre elefanti bianchi, una rara specie sacra e simbolo regale nel sudest asiatico. Il sovrano fece quindi aggiungere alla bandiera un'effigie di un elefante bianco (simbolo del prestigio del sovrano), rivolto verso l'asta, all'interno del Sudarshana Chakra. Fu questo l'ultimo periodo in cui la bandiera rossa di Ayutthaya continuò a battere sulle imbarcazioni civili.

### Dal 1851 al 1916
La bandiera introdotta dal re Rama IV, che regnò dal 1851 al 1868, fu la prima ufficiale del Siam. Sovrano dedito principalmente alla cultura e alla religione (prese i voti di monaco e passò gran parte della vita in monastero), fece togliere l'arma di Vishnu, il Sudarshana Chakra, e fece ingrandire l'effigie dell'elefante bianco. Decretò che fosse adottata anche dalle imbarcazioni private siamesi, per la scarsa riconoscibilità come bandiera del paese del monocolore rosso.

### Dal 1916 al 1917
Il re Rama VI fece cambiare due volte la bandiera. La prima volta fu nel 1916, quando introdusse un piedistallo sotto al disegno dell'elefante, che fu girato a guardare nel senso opposto all'asta. Furono inoltre aggiunte decorazioni sulla testa, sulla groppa e sulle zampe dell'animale. Il vessillo non fu molto popolare per l'alto costo che impediva ai più poveri di acquistarla, era difficile da fabbricare artigianalmente ed era prodotta all'estero.

### 1917
Resosi conto delle difficoltà, l'anno successivo Rama VI decretò il cambiamento della bandiera, sostituendola con una molto più semplice da realizzare. Era costituita da 5 strisce orizzontali di cui la superiore, la centrale e la inferiore erano rosse e le altre due bianche. Un altro motivo che portò al cambiamento era che talvolta la precedente veniva inavvertitamente issata al contrario e l'elefante si trovava a testa in giù.

### Dal 1917 ad oggi
In quello stesso anno avvenne l'ultimo cambiamento e la bandiera nazionale assunse la forma odierna. Fu lo stesso re Rama VI a disegnarla, su suggerimento di un giornalista. Il colore rosso della striscia centrale fu sostituito dal blu, che era il colore dei sovrani Chakri. Il tricolore bianco, rosso e blu era inoltre un omaggio agli alleati del Siam nella prima guerra mondiale, la Francia, la Russia, gli Stati Uniti ed il Regno Unito, i cui vessilli nazionali avevano gli stessi colori. Il sovrano la adottò con un decreto reale del 1917 e prese il nome Trairanga (ตรรงค์, letteralmente: tricolore). È stata fatta anche l'ipotesi che il blu sia il colore del venerdì, giorno in cui nacque Rama VI, per la particolare importanza astrologica che danno i thai al giorno della settimana in cui si nasce.
La nuova bandiera fu il simbolo del Regno di Rattanakosin e del Siam fino al 1932, quando il colpo di Stato che introdusse la monarchia costituzionale pose fine al Regno di Rattanakosin. Divenne così semplicemente la bandiera del Siam fino al 1939, quando i locali nazionalisti guidati dal dittatore Plaek Pibulsonggram trasformarono il nome del paese in Mueang Thai (Thailandia), in quanto Siam era un nome di derivazione cinese malvisto dal governo nazionalista. Il paese tornò a chiamarsi Siam nel 1945, dopo che i thai si erano uniti alle potenze dell'Asse ed avevano perso la seconda guerra mondiale. Riprese il nome definitivo di Thailandia l'11 maggio 1949, quando riprese il potere Pibulsonggram, che era stato deposto nel 1944.